# روجيريو سوزا
روجيريو سوزا هو لاعب كرة قدم برتغالي في مركز الهجوم، ولد في 18 أبريل 1910 في فونشال في البرتغال، وتوفي في 1976 في لشبونة في البرتغال. لعب مع نادي بنفيكا.